# Franz Xaver Layr
Franz Xaver Layr (auch Lair oder Layer; * 18. August 1812 in Hötting, Tirol; † 9. Juni 1875 in Baden, Niederösterreich) war ein österreichischer Kupferstecher und Maler.

## Leben
Der Bauernsohn aus Hötting (heute ein Stadtteil von Innsbruck) zeigte schon früh eine künstlerische Begabung. Bei einem Krippenschnitzer in St. Nikolaus lernte er das Schnitzen, später erhielt er Zeichenunterricht bei einem Privatlehrer. Er wurde vom Stift Wilten gefördert und studierte dank eines Stipendiums der Tiroler Landstände acht Jahre an der Kupferstecherschule der Akademie der bildenden Künste Wien. 1841 machte er eine Studienreise nach Florenz, von 1853 bis 1855 arbeitete er wiederum in Italien, wo er sich vor allem mit Landschaftsbildern aus der Campagna Romana beschäftigte. Ab 1855 lebte er in Wien und Baden und wurde 1861 Mitglied des Wiener Künstlerhauses. Zunächst als Kupferstecher tätig, widmete er sich ab 1850 überwiegend der Malerei. Er schuf Porträts, Gemälde, Aquarelle sowie Fresken im Stil der Nazarener, häufig mit religiösen Motiven. 
Im Innsbrucker Stadtteil Höttinger Au wurde die Layrstraße nach ihm benannt.

## Werke

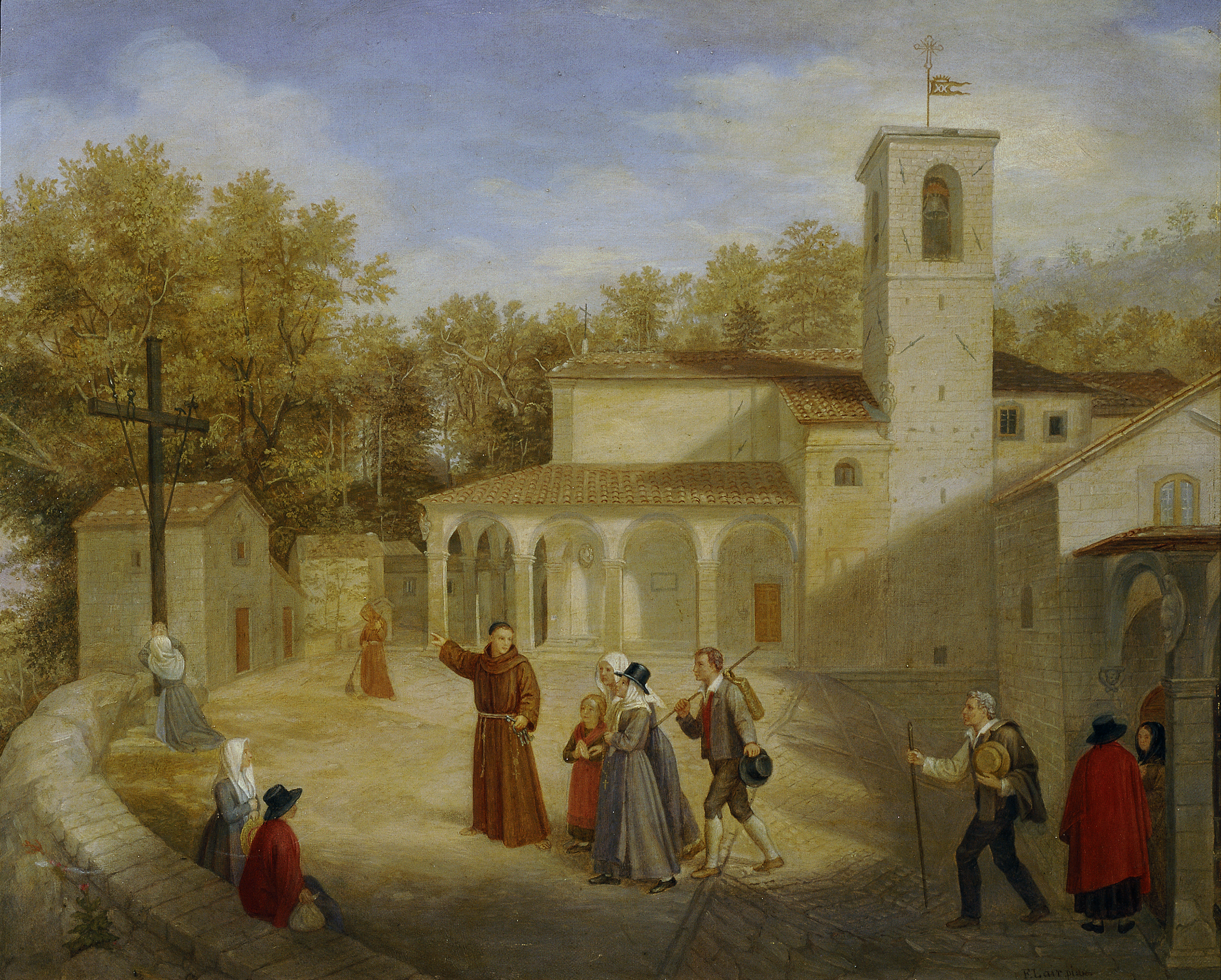
Im Klosterhof (nach 1850)

- Deckenfresken, Wallfahrtskirche St. Georgenberg, 1863
- Leinwandbild der Heiligen Helena, Leopold und Petrus, Pfarrhof Baden, 1867
- Altarbild Letztes Abendmahl, Wochentagskapelle der Othmarkirche, Mödling 1874.[2]
- Kreuzweg, Stift Lambach
- Kupferstiche, Gemälde und Zeichnungen Layrs werden unter anderem im Tiroler Landesmuseum, im Belvedere und in der Albertina aufbewahrt.